# Propanodiol-fosfato deshidrogenasa
La propanodiol-fosfato deshidrogenasa (EC 1.1.1.7) es una enzima que cataliza la siguiente reacción química
Por lo tanto los dos sustratos de esta enzima son el propano-1,2-diol 1-fosfato y NAD+
, mientras que sus tres productos son hidroxiacetona fosfato, NADH y un ion H+
.
Esta enzima pertenece a la familia de las oxidorreductasas, específicamente a aquellas que actúan sobre el grupo CH-OH como donante con NAD+
 como aceptor. El nombre sistemático de esta clase de enzimas es propano-1,2-diol-1-fosfato:NAD+
 oxidorreductasa. Otros nombres de uso común son PDP deshidrogenasa, 1,2-propanediol-1-fosfate:NAD+
 oxidorreductasa, y propanediol fosfato deshidrogenasa.